# Uricholemma nigricans
Uricholemma nigricans är en djurart som tillhör fylumet slemmaskar, och som beskrevs av Scott D. Sundberg och Gibson 1995. Uricholemma nigricans ingår i släktet Uricholemma och familjen Lineidae. Inga underarter finns listade i Catalogue of Life.